# Gaspar de Kesschietre van Havre
Gaspar Franciscus Maria Petrus de Kesschietre van Havre (Antwerpen, 13 juni 1776 - Boxmeer, 18 augustus 1821) was een Nederlands advocaat en bestuurder.
Gaspar de Kesschietre van Havre was van 1800 tot 1821 advocaat in Boxmeer. In 1810 werd hij benoemd tot maire (Frans voor burgemeester) van Boxmeer. Daarna werd hij aldaar in 1814 benoemd tot schout. Op 29 augustus 1814 werd hij bovendien benoemd tot lid van de Provinciale Staten van Brabant (later Noord-Brabant). Een jaar later werd hij toegewezen aan het kiesdistrict Boxmeer. Op 1 juni 1819 werd hij, vermoedelijk op eigen verzoek, niet herkozen.
- Nederlandse Thesaurus van Auteursnamen: 238429598
- Virtual International Authority File: 282323160
- WorldCat: E39PBJcGqRhtycTw4GjBBTyyBP